# Miłogostowice
Miłogostowice – wieś w Polsce położona w województwie dolnośląskim, w powiecie legnickim, w gminie Kunice.

## Podział administracyjny
W latach 1975–1998 miejscowość administracyjnie należała do województwa legnickiego.

## Zabytki
Do wojewódzkiego rejestru zabytków wpisany jest:
- kościół filialny pw. św. Stanisława, murowano-drewniany, szachulcowy, z XVI w. (wieża), przebudowany w XVIII w.